# بايلاجوس
بلدية بايلاجوس (بالإسبانية: Piélagos)‏، هي إحدى بلديات منطقة كانتابريا, المصنفة على أنها مقاطعة أيضاً، في شمال إسبانيا.
يبلغ عدد سكانها 13.389 نسمة وفقاً لإحصائية سنة (2002).